# Hyperventilatie
Hyperventilatie is overmatige (hyper) ademhaling (ventilatie). Tijdens hyperventilatie wordt er meer geventileerd dan nodig om het koolstofdioxidegehalte in het bloed op de normale hoogte te houden.
Hyperventilatie is meer dan snel ademhalen (tachypnoe); dit kan normaal zijn, bijvoorbeeld bij inspanning. Afhankelijk van de situatie kan, bijvoorbeeld bij een metabole alkalose, snel adem worden gehaald, maar nog last hebben van hypoventilatie (te weinig ademen).

## Oorzaken
Hyperventilatie is geen ziekte op zich, maar een symptoom. De onderliggende ziekten kunnen zijn:
- Stress, overbelasting, oververmoeidheid of een paniekaanval, verkeerde ademhalingstechniek, te snel ademen
- Metabole acidose, bijvoorbeeld bij ontregelde diabetes mellitus; Kussmaul-ademhaling
- Hypoxie, zoals bij een astma-aanval, bij bergbeklimmen, bij zware inspanning

## Mechanisme

### Hyperventilatie bij stress
In een gezond lichaam wisselen de longen zuurstof en koolstofdioxide uit tussen bloed en buitenlucht. Bij hyperventilatie is deze gaswisseling intensiever dan normaal.
Bij gezonde mensen is de O2-verzadiging in het bloed bijna steeds nagenoeg 100%. Hyperventileren verandert deze situatie dus niet. De afgifte van CO2 kan wel toenemen. Het bloed geeft dus meer CO2 af dan gewoonlijk. Bij hypocapnie is er een dalend CO2-gehalte in het bloed. Hierdoor wordt het bloed minder zuur (alkalischer; de pH stijgt), wat de symptomen bij hyperventilatie verklaart. Hyperventilatie heeft duizeligheid tot gevolg, met tintelingen in vingers, handen en lippen. Vaak treedt hierbij pijn of drukgevoel op de borst op; in extreme gevallen ook krampen van de vingers in strekstand. Dit kan tot onrust leiden, of zelfs paniek.
Men kan daarbij het idee hebben te weinig lucht te krijgen, waardoor het snelle ademen en het tekort aan CO2 in stand blijft. Om het hyperventileren te stoppen, moet men het koolstofdioxide-gehalte weer laten stijgen. Daartoe kan men bijvoorbeeld de uitgeademde lucht opnieuw inademen. De uitgeademde lucht bevat immers nog voldoende zuurstof, maar het gehalte aan koolstofdioxide is hoger, waardoor de longen minder koolstofdioxide zullen afgeven aan de lucht. Hiertoe wordt vaak aangeraden om in een papieren of plastic zak te ademen. Experimenteel is echter gebleken dat de CO2 spiegel hierdoor maar weinig stijgt, en dat de methode niet beter werkt dan een placebobehandeling (waarbij proefpersonen dachten in een gesloten systeem te ademen, dat in werkelijkheid open was). Het lijkt dus waarschijnlijk dat de effectiviteit van de methode vooral te danken is aan verwachtingseffecten bij de patiënt, en/of het feit dat men gedwongen wordt meer bewust en gecontroleerd te ademen. Tegenwoordig wordt de "zakmethode" door veel artsen niet langer aangeraden, en hij moet zeker niet worden toegepast op anderen tenzij zeker is dat de symptomen worden veroorzaakt door hyperventilatie. Soortgelijke symptomen kunnen namelijk ook veroorzaakt worden door astma of een hartaanval, en vooral in het laatste geval kan het ademen in een zak dan levensgevaarlijk zijn. Daarnaast is experimenteel aangetoond dat het inademen van CO2 juist gevoelens van angst en paniek kan opwekken, met name bij mensen die hiervoor gevoelig zijn. Beter is daarom om te proberen rustig adem te halen, bijvoorbeeld door de adem zo lang mogelijk in te houden, vervolgens uit te ademen en de oefening te herhalen totdat de symptomen minder worden. Ook het zoeken van afleiding kan helpen de ademhaling weer onder controle te brengen.
Anders dan vele mensen vrezen, leidt stress-gerelateerde hyperventilatie bijna nooit tot flauwvallen. Deze hyperventilatie komt veel voor bij mensen die verder gezond zijn. Artsen kunnen de diagnose vaak verduidelijken door de patiënt opzettelijk 1 à 2 minuten in de spreekkamer te laten hyperventileren: vaak herkennen patiënten de dan optredende klachten. Hiermee is men er dan echter nog niet: hyperventilatieaanvallen zijn, vooral als ze vaker optreden, vrijwel altijd een uiting van een onderliggende paniekstoornis waarvoor behandeling gezocht kan worden.

### Hyperventilatie bij metabole acidose
Wanneer, bijvoorbeeld door een ernstig nierprobleem, het bloed te zuur is (de zuurgraad (pH) van het bloed is te laag), zullen de longen proberen meer CO2 uit te scheiden. De CO2 verlaagt immers de pH van het bloed. Door hiervan meer uit te scheiden, zal de pH van het bloed hoger worden en normaliseren. Via het mechanisme van hyperventilatie verlaagt het lichaam dit gehalte aan koolstofdioxide. Men spreekt dan van respiratoire compensatie. In dit geval is het voor de patiënt levensnoodzakelijk om te hyperventileren, omdat men bij te zuur bloed zal sterven. Bij de mens moet, om te kunnen overleven, de pH van bloed steeds tussen 7,35 en 7,45 liggen.

### Hyperventilatie bij hypoxie
Fysiologische hyperventilatie treedt op als er te weinig zuurstof in het bloed zit, waardoor hyperventilatie optreedt om het gehalte aan zuurstof te doen stijgen. Uiteraard zal het gehalte aan koolstofdioxide dalen, maar hier primeert het nut van extra zuurstof kunnen opnemen.
- Te weinig zuurstof in het bloed doordat er te weinig zuurstof wordt aangeboden in de lucht, zien we bijvoorbeeld bij bergbeklimmen op grote hoogte. Door de lagere luchtdruk wordt er daar per keer ademhalen minder lucht (bijgevolg ook minder zuurstof) opgenomen dan dichter bij de zeespiegel. Daarom zal men op grote hoogtes spontaan beginnen te hyperventileren. Hierbij gaat veel vocht verloren: bergbeklimmers drogen makkelijk uit.
- Te weinig zuurstof in het bloed kan veroorzaakt worden doordat onvoldoende lucht ingeademd kan worden bij een normale hoeveelheid zuurstof in de ingeademde lucht. Bijvoorbeeld bij een astma-aanval trekken de spiertjes rond de luchtwegen samen (bronchospasmen), waardoor de patiënt moeilijker kan ademhalen en dus minder zuurstof kan opnemen. Ook hier zal de patiënt ten gevolge van hypoxie gaan hyperventileren.
- Te weinig zuurstof in het bloed kan ook veroorzaakt zijn door een plots hoger zuurstofverbruik van het lichaam, zoals bij zware fysieke inspanningen. Energievrijzetting vraagt immers zuurstof. Bij zware inspanning zal men gaan hijgen om aan de zuurstofvraag te kunnen voldoen. Als men hierdoor meer ventileert dan nodig is om de CO2 op de normale hoogte te houden is er ook dan sprake van hyperventileren.

In geval van hypoxie is het aangewezen extra zuurstof toe te dienen. In lucht zit 21% zuurstof, op zeeniveau heeft dit een partiële druk van 0,21 bar (21 kPa). Door extra zuurstof toe te dienen, verhoogt het percentage zuurstof in de ingeademde lucht en kan er meer zuurstof worden opgenomen in het bloed. Bergbeklimmers nemen daarom vaak zuurstofflessen mee.
Een astma-patiënt kan ook een geneesmiddel nemen om zijn bronchospasmen op te heffen. Dit kan door betasympathicomimetica in een aerosol (puffertje).
Bij zware inspanning en onvoldoende zuurstof, kan het lichaam tijdelijk overschakelen op een energiebron die geen zuurstof nodig heeft. Het lichaam produceert daarbij wel melkzuur, hetgeen spierkrampen en spierpijnen veroorzaakt.

## Complicaties
- Een hyperventilatieaanval veroorzaakt door stress kan voor de patiënt een zeer nare ervaring zijn en leiden tot het vermijden van zaken en situaties. Dit kan leiden tot agorafobie en/of sociale isolatie.
- Mensen die vaak hyperventileren, waarbij stress de oorzaak is, kunnen zich onbegrepen voelen door artsen of medemensen in het algemeen. Het vaak gehoorde het is maar hyperventilatie geeft een patiënt geen rust. Men kan hypochondrie ontwikkelen. Geduld en goede voorlichting zijn belangrijk.